# TT410
TT410 (Theban Tomb 410) è la sigla che identifica una delle Tombe dei Nobili ubicate nell'area della cosiddetta Necropoli Tebana, sulla sponda occidentale del Nilo dinanzi alla città di Luxor, in Egitto. Destinata a sepolture di nobili e funzionari connessi alle case regnanti, specie del Nuovo Regno, l'area venne sfruttata, come necropoli, fin dall'Antico Regno e, successivamente, sino al periodo Saitico (con la XXVI dinastia) e Tolemaico.

## Titolare
TT410 era la tomba di:
| Titolare | Titolo                                                                     | Necropoli  | Dinastia/Periodo             | Note                                                                  |
| -------- | -------------------------------------------------------------------------- | ---------- | ---------------------------- | --------------------------------------------------------------------- |
| Mutirdis | Prima Compagna e Capo guardiano della Divina Adoratrice di Amon Nitokris I | El-Assasif | XXVI dinastia (Psammetico I) | Con TT409 terminano le tombe censite da Bertha Porter e Rosalind Moss |

## Biografia
Le uniche notizie che si hanno su Mutirdis, Prima compagna della Divina adoratrice di Amon Nitokris I, sono ricavabili esclusivamente dalla sua tomba; fu verosimilmente colei che successe, nello stesso incarico, a Irtieru (TT390). Pahabu, Padre del Dio e amato da lui, fu suo padre mentre ella stessa indica come madre, nelle scene parietali, due donne: Qapamaaupairdis, Capo femmina della Divina Adoratrice, Nobildonna e Signora della Casa, e Asetenpermesut.

## La tomba
La scoperta relativamente recente di TT410 fa sì che non siano ancora stati prodotti testi completi sulle planimetrie e sulle decorazioni. È noto che la tomba di Mutirdis abbia tuttavia un programma decorativo completo. Nell'area pubblica sono riscontrabili testi biografici e un Indirizzo ai Viventi; la forma del testo è arcaicizzante e rimanda a testi dell'Antico regno e del Primo Periodo Intermedio quasi a voler rimarcare un concreto legame non solo con il passato del Paese, ma anche con figure specifiche di quel potere politico. Sul primo pilone di accesso sono riportate scene relative agli incarichi di Mutirdis e alla famiglia sottolineando come uno dei figli fosse, a sua volta, Ciambellano di Nitokris I, mentre tre figlie furono, a loro volta, Attendenti della Divina Adoratrice. Come nel caso della TT390 di Irtyrau, non viene mai indicato il nome del marito. Uno dei soffitti rappresentava uno zodiaco astronomico, ma lo stesso è in parte crollato; ugualmente sul soffitto sono riportati brani del Libro della Notte e del Libro del Giorno. Un cono funerario relativo alla TT410 (lungo 16,5 cm e di 9 cm di diametro) venne regalato al Metropolitan Museum, nel 1930, da Norman del Garis Davies (cat. 30.6.51)

### Annotazioni
1. ↑  La planimetria non è in scala e ha valore esclusivamente di visione d'insieme; l'ubicazione delle singole tombe non è topograficamente esatta, ma vuole visualizzare la concentrazione delle sepolture, nonché il "disordine" con cui le stesse sono state classificate.
2. ↑  La prima numerazione delle tombe, dalla numero 1 alla 252, risale al 1913 con l'edizione del "Topographical Catalogue of the Private Tombs of Thebes" di Alan Gardiner e Arthur Weigall. Le tombe erano numerate in ordine di scoperta e non geografico; ugualmente in ordine cronologico di scoperta sono le tombe dalla 253 in poi.
3. ↑  I campi della Duat, ovvero l'aldilà egizio, si trovavano, secondo le credenze, proprio sulla riva occidentale del grande fiume.
4. ↑  Nella sua epoca di utilizzo, l'area era nota come "Quella di fronte al suo Signore" (con riferimento alla riva orientale, dove si trovavano le strutture dei Palazzi di residenza dei re e i templi dei principali dei) o, più semplicemente, "Occidente di Tebe".
5. ↑  le Tombe dei Nobili, benché raggruppate in un'unica area, sono di fatto distribuite su più necropoli distinte.
6. ↑  Le note, sovente di inquadramento topografico della tomba, sono tratte, fino alla TT252, dal "Topographical Catalogue" di Gardiner e Weigall, ed. 1913 e fanno perciò riferimento alla situazione dell'epoca.
7. ↑  L'usanza di indicare due donne con il titolo di "madre" non era inusuale durante il Terzo Periodo Intermedio; è stato ipotizzato che una fosse la madre effettiva, mentre un'altra, specie nel caso delle donne, fosse una sorta di madre adottiva che aiutava in particolari incarichi di prestigio come era, appunto, il caso delle collaboratrici della Divina Adoratrice.
8. ↑  Formule indirizzate ai viventi; la più nota reca: "O viventi che vi trovate sulla terra, voi che passate davanti a questa tomba, versate per me dell'acqua".
9. ↑  Tipica la frase, riferita al titolare della sepoltura, spesso rinvenuta nelle tombe dei Nomarchi del Primo Periodo Intermedio: Sono uno che ha dato pane agli affamati, acqua agli assetati e vestiti ai nudi.

### Fonti
1. ↑  Gardiner e Weigall 1913.
2. ↑  Donadoni 1999,  p. 115.
3. 1 2 3  Li 2017.
4. ↑  Porter e Moss 1927, revisione 1970.
5. 1 2 3  Assmann 1977.
6. ↑  Assmann 1977, p. 19.
7. ↑  Assmann 1977, p. 23.